# ماريون هولي
ماريون إي. هولي (لاحقاً هوفمان، 17 مايو 1910 – 15 ديسمبر 1995) (بالإنجليزية: Marion Holley) كانت رياضية أمريكية في سباقات المضمار والميدان وشاركت في الألعاب الأولمبية الصيفية 1928 كمنافسة في الوثب العالي في الألعاب الأولمبية واستمرت في تقديم العديد من سنوات الخدمة في البهائية.
نشأت في فيزاليا، كاليفورنيا، وتفوقت هولي أكاديمياً ورياضياً في جامعة ستانفورد، حيث كانت عضوة في نادي المناظرة، وعازفة بيانو، ورياضية بارزة. خلال دراستها في ستانفورد، شاركت هولي في الألعاب الأولمبية الصيفية 1928، وحلت في المركز التاسع في الوثب العالي.
بعد تخرجها بمرتبة الشرف، مرت هولي بتحول روحي، وقامت باعتناق الديانة البهائية بشكل رسمي في عام 1932. أصبحت قائدة رائدة في عمل الشباب البهائي عبر الولايات المتحدة، مساهِمةً في المنشورات البهائية الرئيسية ومساعدة في تطوير البرامج في المدارس البهائية.
في عام 1945، تزوجت من ديفيد هوفمان وانتقلت إلى المملكة المتحدة، حيث خدمت في مؤسسات البهائية الوطنية وأدارت شركة النشر جورج رونالد. لاحقاً، دعمت عمل زوجها مع بيت العدل الأعظم في حيفا. بقيت هولي نشطة في خدمة وتعليم البهائية حتى وفاتها في لندن عام 1995.

## النشأة
ولدت في 17 مايو 1910، كانت ماريون إليزابيث هولي هوفمان أول طفلة لغريس بروكمان وهاري هولي الذين يعيشون في فيساليا (كاليفورنيا). كانت بروكمان خريجة جامعة ليلاند ستانفورد جونيور وفي وقت ما كانت منظمة اجتماعية وعازفة كمان قبل سنوات. في عام 1905، تم توظيف بروكمان كمساعدة في قسم الفيزياء. كان هاري مهندسًا مدنيًا ناجحًا في أعمال المياه في مقاطعة تولير نشطًا منذ حوالي عام 1900 حتى عام 1963.
تزوج هاري وغريس في 2 يوليو 1906 وعاشا في فيساليا، كاليفورنيا تم توظيف هاري منذ عام 1917 من قبل جمعيات كاويى وسانت جونز ريفر خلال بعض المعارك القانونية حول إدارة الأنهار. هناك القليل جدًا عن العائلة أو ماريون قبل سنواتها الجامعية.
الأم غريس وابنتها تعرّفتا على البهائية حوالي عام 1917 من تابع لعبد البهاء إيزابيلا دي بريتنغهام. كانت بريتنغهام في بورتلاند أوريغون في عام 1917، وكانت هناك من قبل، وكان لها إقامة في سانتا باربارا في عام 1918. كانت غريس سكرتيرة التجمع الروحي (البهائية) في فيساليا في عام 1925، وهو العام الذي جرت فيه انتخاباته الأولى.

## الشباب
ماريون كانت لها تجارب في الكلية بحيث فقدت إيمانها بالله وواجهت نوعًا من الأزمة كما علقت على ذلك مصادر البهاء. التفاصيل ليست واضحة ولكن بعد ذلك كتبت عن التحدي الذي يواجهه الشباب بعد مسيرتها الجامعية. بالتأكيد، كانت محبوبة ونجاحها الأكاديمي لم يكن فقط في الرياضة رغم أن التعليقات العامة حول مسيرتها الجامعية كانت ملحوظة بسبب إنجازاتها الرياضية. لقد اتبعت والدتها في الالتحاق بجامعة ستانفورد.

### ستانفورد

#### 1926-7 السنة الأولى
التحقت هولي بمدرسة أم، جامعة ليلاند ستانفورد جونيور في خريف عام 1926 عندما كانت تبلغ من العمر 16 عامًا.
تم ذكرها في صحيفة المدرسة كنشيطة في فريق المناظرات النسائي في ستانفورد. وموقف فريقها، الذي كان بالفعل في الصدارة بين الجمهور قبل المناظرة، زاد تقدمه بعد ذلك. درست العلوم الاجتماعية في ستانفورد لكن لم يتم التعليق على ذلك في التغطية العامة لمسيرتها المهنية.
رغم قلة التغطية لنشاطاتها الرياضية حتى هذه اللحظة، في فصل الربيع في السنة الأولى في جامعة ستانفورد كانت هولي عضوًا مسمى في فريق كرة السلة للسيدات كل النجوم. يعد هذا أول مؤشر على مسيرتها الرياضية التي يمكن أن تميز معظم مسيرتها الجامعية كما هو موثق في الصحف. في ذلك العام تم قبولها أيضًا في جمعية دلتا دلتا دلتا النسائية. كما شاركت في حفل نادي الأغاني النسائي الذي بُث على KFRC كجزء من ثلاثي موسيقي يعزف على البيانو في "سيريناد" لدرجو. في مايو حطمت هولي الأرقام القياسية في القفز العريض الجاري كما كان يسمى آنذاك، ووثب عالي.

#### 1927-8 السنة الثانية
مع الإعلان عن مشاركة النساء في أولمبياد 1928 زاد الاهتمام بتغطية أنشطة الرياضة النسائية في جامعة ستانفورد وكانت هولي واحدة من اللواتي ازدادت الإنجازات التي حققنها ملاحظة. عند عمر 17 وفي أول لقاء لها في السنة الثانية فازت بسباق 50 ياردة، والقفز العالي وسباق التتابع للفريق لنادي كاليفورنيا الرياضي الشمالي. بعد فترة قصيرة، تعادلت في القفز العالي، وسجلت رقماً قياسياً في الحرم الجامعي في الوثب الثلاثي، وفي حدث في أكتوبر جاءت خلف أخرى في القفز العالي لأنها سجلت رقمًا قياسيًا عالميًا جديدًا. كانت هولي أيضًا قائدة فريق الهوكي الميداني للسنة الثانية.
في فبراير تم تسمية هولي لعضوية لجنة التي نظمت لقاء ثلاثي الكليات الذي أقيم في ذلك العام في ستانفورد. في الحدث كانت هولي مسؤولاً رياضياً للأحداث كرة السلة. كما تم الإعلان عن أنها ستتدرب للأولمبياد. كان ريتشارد تيمبلتون مدربها. كما لعبت كمهاجم في فريق كرة السلة للسيدات في السنة الثانية، وكانت مديرة كرة السلة للفرق. وتم الإشارة إلى تمثيلها لستانفورد في لقاء ألعاب القوى في مارس، وفي أبريل تم الاعتراف بها كواحدة من خمس نساء تجري تجارب للانضمام إلى جريدة الطلاب ستانفورد ديلي. كما حضرت هولي معرض لجمع التبرعات للأولمبياد. في مايو حطمت هولي رقماً قياسياً جديداً في رمي كرة السلة في الحرم الجامعي ثم شاركت في لقاء نهاية الأسبوع.
هولي تم ترشيحها لمنصب نائب رئيس مجلس إدارة رابطة الرياضة النسائية (دبليو إيه إيه) في فصل الربيع وفازت.
هولي سجلت رقماً قياسياً جديداً في القفز العالي لجامعة ستانفورد ذلك الصيف، وانضمت لفريق كل النجوم لألعاب المضمار والميدان لستانفورد لعام 1928-9 لكنها لم تكن القائدة في تحقيق النقاط في الإنجازات الرياضية العامة. في ذلك الصيف تم انتخاب هولي أيضًا لمجتمع "نساء 'S'" في الحرم الجامعي.
هولي حصلت على المركز الثالث في التجارب الإقليمية للأولمبياد في القفز العالي رغم أنها قد حسنت ارتفاعها بمقدار 2 بوصة في اللقاء. تم تقليص قائمة المتنافسين للتجارب الأولمبية النهائية بين حدود جمع التبرعات إلى 20 في يونيو وتوجهت الفرق الباسيفيكية إلى نيوآرك، نيوجيرسي للنهائيات الأمريكية. تعادلت في المركز الثاني في القفز العالي هناك، بعد أن اجتازت التجارب، لتنضم إلى الفريق الأولمبي الأمريكي في يوليو.
في النهاية حققت المركز التاسع في الوثب العالي في الأولمبياد الذي أُقيم في أمستردام، هولندا. تم تصويرها مع دوريس ميتكالف، وروز مالور. انظر أيضًا النساء في الألعاب الأولمبية. عادت على متن السفينة إس إس بريزيدنت روزفلت، 22 أغسطس 1928.

#### 1928-9 السنة الثالثة
في السنة الثالثة في جامعة ستانفورد في نوفمبر كانت هولي لاعبة هوكي الميدان في موقع مركز الهجوم لفريق السنة الثالثة. كما انضمت إلى الدورة السنوية الثالثة للطلاب في معهد علاقات المحيط الهادئ بين 25 مندوباً. ناقش الفريق العنصرية تجاه الشرقيين البعيديين. رغم عدم نشاطها في النادي الجامعي للبهائيين أو اجتماعاتهم، تم إدراج اسم هولي في دليل الاتصالات العالم البهائي.
في يناير، انتُخبت هولي قائدة لفريق كرة السلة للناشئين، وهي واحدة من أربع نساء حصلن على حرف "S" المميز، وكانت ضمن فريق نجوم كرة السلة، وكذلك فريق الصفوف الناشئة. تم انتخاب هولي رئيسة لجمعية الرياضة النسائية وكانت مندوبة إلى المؤتمر الوطني للجمعية. وخلال وجودها هناك قدمت ورقة حول كيفية ارتباط الأولمبياد بالرياضة النسائية في الكلية، وشاركت في قيادة مناقشة كجزء من المؤتمر الرياضي السنوي السادس للنساء الجامعيات الأمريكيات (ACACW) عندما عارض المشاركة المتزايدة للنساء في الأولمبياد مما أدى إلى تغيير موقف ACACW. كانت هولي مرة أخرى ضمن لجنة اللقاء الثلاثي للكلية بعد أسبوع. في اللقاء بين الناشئين والطلاب الجدد فازت هولي بسباق 50 و100 ياردة، والقفز العالي، والقفز العريض الجاري، (من أصل 11 فعالية إجمالاً.) ثم تم تعيين هولي في لجنة صالة الألعاب الرياضية الجديدة، (والتي أطلق عليها لاحقاً "مبنى روبي لصالة الألعاب الرياضية".) تم تقديم الخطط للمجمع الرياضي النسائي الجديد للموافقة وستعمل لجنة 1929-30 على تقدم العمل لمجمع رياضي جديد للنساء. في مايو، حصلت هولي على المركز الأعلى في اللقاء بين الصفوف بينما حطمت الرقم القياسي الجامعي في القفز العريض الذي حددته بنفسها، وفازت بثلاثة مراكز أولى بنفسها وكانت على الفريق الفائز بسباق التتابع. فازت بسباق 100 ياردة، وسباق الحواجز المنخفضة 100 ياردة، والقفز العريض الجاري. رغم أن الطلاب الكبار فازوا في الترتيب العام، إلا أن الأخبار ذكرت أن هولي حطمت ثلاثة أرقام قياسية جامعية في اللقاء النهائي بين الصفوف في السنة، في القفز العريض الجاري، وإلقاء كرة السلة، وسباق 100 ياردة. كانت بطلة النقاط الفردية وحصلت على أعلى نقاط ممكنة. خلال الفترة نفسها، ناقشت هولي أيضًا موضوع صالة الألعاب الرياضية النسائية في جريدة الحرم الجامعي وكتبت بالاشتراك رسالة إلى المحرر تدافع فيها عن التقدم المحرز في الحصول على صالة جديدة للنساء. واصلت خدمة الدفاع عن الصالة الرياضية الجديدة حتى مايو. وكرئيسة لجمعية الرياضة النسائية، قامت هولي وفريقها المعين بتحديث دليل الجمعية الرياضية بعد مراجعة إجراءات الانتخاب للجمعية، (بحيث يصبح الخاسر في الانتخابات لمنصب الرئيس بشكل تلقائي نائب الرئيس.)
في ذلك الصيف كان لدى عائلة هوليز ضيف صيف عام 1929 - دعيت زميلة غرفة هوليز جويس ليون (لاحقًا داهل) إلى فيساليا وكابينة سييرا العليا الخاصة بهم، بعد أن ذهبت كل من ليون وعائلة هوليز إلى مدرسة جيسرفيل البهائية الثالثة، وهي مقدمة لـ مدرسة بوش البهائية، وتبادلوا الهدايا في عيد الميلاد لنهاية عام 1929 (أو 1930.)
رغم أن البهائيين كانوا مرئيين في صحيفة الحرم الجامعي، وكان النادي موجودًا عبر عدة سنوات من وجودها هناك، إلا أنها لم تظهر مرتبطة بالبهائيين في الحرم الجامعي. تم إدراجها في دليل العالم البهائي على أنها حضرت ستانفورد لعام 1928-9.

#### السنة الأخيرة
تغيرت الأمور بشكل كبير في سنتها الأخيرة 1929-1930. في خريف عام 1929، قامت هولاي بترتيب سنة من العمل المتقدم في جامعة كاليفورنيا في بيركلي في علم الإنسان مع الأستاذ إدوارد وينسلو غيفورد. ولم يُذكر اسمها في أي تغطية رياضية في عام 1930 أو بعد ذلك، باستثناء مساهمتها في تقرير يوصي بالألعاب الأولمبية للسيدات؛ حيث اقترحت اللجنة تحسين الظروف الصحية وإتاحة الفرصة للقاء اجتماعياً مع اللاعبات الأخريات. لكنها عادت إلى ستانفورد في خريف عام 1930 - وتم قبولها في جمعية الشرف فاي بيتا كابا في نوفمبر 1930، وأنهت دراستها كجزء من دفعة ستانفورد لعام 1930. وتقول المصادر إنها أنهت دراستها في ستانفورد بامتياز أو بامتياز عالي.

### بعد الكلية

#### أزمة
على الرغم من عودتها من الكلية وانتخابها في الجمعية الروحية في فيساليا، شعرت باللاأدرية والانفصال عن الدين البهائي. خلال هذا الوقت زارت عائلتها رائدات من النساء البهائيات مارثا روت و كيث رانسوم-كهيلر. كانت روت في منطقة سان فرانسيسكو في خريف/شتاء عام 1930-1931 قبل الذهاب إلى مدرسة الغيزرفيل البهائية في يناير 1931 بينما غادرت رانسوم-كهيلر في رحلة حول العالم من سان فرانسيسكو في أوائل شتاء 1931-1932. ورغم أن رانسوم-كهيلر لم تناقش الدين معها بشكل خاص، فإن رانسوم-كهيلر قدمت العديد من المحاضرات في الأسبوع واكتسبت هوللي تقديراً فكرياً للدين وأعلنت التزامها مجدداً للجمعية الروحية البهائية في باسادينا في أوائل عام 1932. وخلال سنة أخرى، بدأت هوللي بالكتابة جزئياً عن الصعوبات التي يواجهها الشباب.

#### النشاط
في يونيو 1932 تم الإعلان أن هوللي كانت عضوًا في اللجنة لإنتاج المجلد الخامس من العالم البهائي. ساهمت بمقال بعنوان "دورة جديدة من القوة البشرية" قائلة جزئيًا "... سواء كانت الأدلة صغيرة أو كبيرة، محلية أو عالمية، فإنها تشير إلى موقف قد أدار مجتمعنا - موقف يقلل من إمكانيات الروحانية، أو، إذا شئت، يستهين بتلك القيم غير المادية التي تساهم بشكل عميق في الشخصية" وتختتم بالتأكيد على "التحدي الذي يتطلب التحقيق ... لأي حق يسير أي رجل في الخارج، ويدعو نفسه مواطناً للعالم، إذا لم يكن واعيًا بحالته ومغرمًا بوعده؟"
في أغسطس، كان هولاي رئيسًا للجنة متعددة الأديان التابعة للمجلس العالمي للشباب كممثل للجمعية الوطنية البهائية في الولايات المتحدة. وقد اجتمعت في معهد كاليفورنيا للتقانة بتنظيم من قسم الشباب لدورة الألعاب الأولمبية ومجلس العلاقات الدولية للشباب بجنوب كاليفورنيا بهدف جعله جزءًا منتظمًا من الأولمبياد. تكونت أربعة فروع فرعية - التاريخ، الفهم الدولي، النشاط المستقبلي، ومكانة الدين في العالم. وتم ذكر البهائيين بشكل صريح. كتبت ماريون نفسها مقالًا عن الاجتماع للمجلة البهائية نجمة الغرب التي طبعت في أكتوبر، وأشارت إليه على أنه "نظير ذهني للألعاب الأولمبية"، وأنه شمل 3 بهائيين. وقد لخّصت استنتاجات المجموعة بقولها أنهم توصلوا إلى فهم لمجموعة من التعاليم الأساسية المشتركة للأديان لكن ثانوية ومعرقلة تفرق بين الأديان - قوانينها الاجتماعية ومشكلة خلط الشكل مع الأساسيات. كما توصلوا إلى قائمة من خمس نقاط لاحتياجات الدين الحديث: يجب على الدين أن يرضي العقل، يجب على الدين أن يساعد في تطوير الثقافة، يجب على الدين أن يسعى لإلغاء الأحكام المسبقة والمنافسات، يجب على الدين زيادة النشاطات الإنسانية بينما يطور الحياة الروحية لتجنب الانغماس الشديد في تخفيف المعاناة، ويجب على الدين أن يعمل على تنمية الترفيه والحياة المتوازنة بين الجسد والروح. مقال آخر عن الحدث كتبته نيلي فرنش، التي أشارت إلى حد العمر البالغ 30 عامًا للمشاركين. في العدد الصادر في ديسمبر من مجلة الوحدة العالمية، ظهر مقال آخر لهولاي يراجع الاجتماع قائلًا جزئيًا "الشباب غير التقليدي، الدولي والمنظم، لأول مرة في سنوات لا تُذكر قد تجمع حول الدين." وفي إجابة على رسالة من فرنش حول اجتماع المجلس كتب شوقي أفندي، الذي كان حينها رئيس الدين البهائي، جزئيًا "الأنشطة والآمال والمثل (للشباب) قريبة وعزيزة إلى قلبي. عليهم تقع المسؤولية المطلقة والتحدي.... لهم مهمة عظيمة، مقدسة، هائلة وساحرة." في نوفمبر، نشر مقال هولاي عن تجربتها لاحقًا في مدرسة جيسرفيل البهائية.
في أوائل عام 1933 نُشر في  أخبار البهاء هولي كانت عضوًا في مجموعة الشبيبة الوطنية الجديدة-بمثابة لجنة التي تم تشكيلها من قبل المحفل الروحاني الوطني للولايات المتحدة بالتشاور مع شوقي أفندي - في الواقع كانت الأم غريس والابنة ماريون كلاهما في اللجنة وكانت ماريون السكرتيرة. قدمت هولي تقرير لجنة الشبيبة إلى المؤتمر البهائي الوطني في أبريل. وأفادت بأن الأهداف المتفق عليها للجنة في أنشطة الشبيبة هي 1) تثقيف أنفسهم و 2) تثقيف معارفهم. وللشبيبة المحلية أكدت اللجنة أيضًا على الحاجة إلى مرونة التنظيم واقترحت طريقة للتركيز - تجمع غير رسمي للنقاش تحت رئاسة تدريجية لجذب المجموعة نحو دراسة منهجية لتعاليم البهاء - وأن يتم تدريس دورة لتدريب الأفراد على هذا النهج. بعد تقديماتها وماري ماكسويل (حوالي أربع سنوات قبل زواج ماكسويل من شوقي أفندي)، انفصلت الشباب إلى اجتماعهم الخاص ثم عادوا إلى المؤتمر العام بمساهمة نحو بناء معبد البهائي. صيف عام 1933 كانت هولي عضو هيئة تدريس في مدرسة البهائية على ساحل المحيط الهادي التي أقيمت في غيسرفيل وكانت لا تزال تعيش في فيسيليا، كاليفورنيا. وتم نشر مقال ساهمت به في  نجم الغرب حيث تحدثت عن الفوضى التي يواجهها الشباب: "لا يمكنهم توثيق الرابط الأسري الذي تعطّل، أو وضع أخلاقيات طبيعية، أو توجيه الحياة الليلية الغريبة إلى قنوات الترفيه العاقل" وتشير إلى العشاء الأخير الذي أقيم في المؤتمر الوطني مع الشباب الذين تحدثوا بعمق القلب والارتباط بشوقي أفندي. رسالة أغسطس 1933 من شوقي أفندي وجهت بأن تسعى لجنة الشباب إلى جسم دولي واسع من الشباب النشطين للمساعدة في "نشر الكلمة المقدسة". في أواخر عام 1933 أصبحت هولي محررة مساهمة في  نجم الغرب.
في يناير 1934، ساهمت هولي بمقال من مقابلة مع نورمان توماس في نجمة الغرب. كان توماس مرشحًا اشتراكيًا للرئاسة في عام 1932. في مارس، حضرت هولي المؤتمر السنوي السابع لمجلس الفتيات في لوس أنجلوس حول التعامل مع العالم المتغير - وكان حديثها بعنوان 'الدين'. في مايو، نُشر تقرير لجنة الشباب التي تضمنت هولي في أخبار البهاء. تضمن التقرير توصية مستندة إلى نموذج المجلس العالمي للشباب حول "مجموعات نقاش غير رسمية للغرباء، منظمة حول بعض الاستفسارات مثل "مكان الدين في المجتمع". كما اقترح إجراء إحصاء للشباب لمواجهة الطلبات على معلمين للدين وإطلاق حملة وطنية تستند إلى القضايا الوطنية، وكذلك التركيز على تقدم الشباب إلى أدوار من المسؤولية الناضجة الفعالة. طلبت لجنة الشباب من الجمعيات تعيين شباب محليين في اللجان "لا يتجاوزون 25 سنة" وبدأت الاتصالات مع حوالي 15 مجموعة شباب بهائية في بلدان أخرى و17 مجموعة في أمريكا كتحضير لمسح سيتم تضمين نتائجه في المجلد الخامس من عالم البهاء وُعد أيضًا بثلاثة مقالات من الشباب داخله. في يناير، أُرسلت رسائل إلى المجموعات المحلية توضح الخطة لحملة مدتها 6 أسابيع لنشر الدين. في فبراير، أُرسلت رسالة تطلب أسماء الأشخاص من 15 إلى 21 سنة الذين قد يكونون عرضة للتجنيد ليكونوا وسيلة للجمعيات للموافقة على وضعهم كخطباء علنيين للدين. قدمت اللجنة ملخصًا لفصل كتوصية للجمعيات لشبابها. كانت اللجنة تعمل أيضًا على نشرة إخبارية للشباب، وبرنامج محدد في مدرسة غرين أكر البهائية بينما دعم الأعضاء جميع المدارس الثلاث، وتنسيق مع النشرات الإخبارية للشباب في أستراليا وهاواي. في ذلك الصيف، كانت هولي أيضًا عضوًا في هيئة التدريس في مدرسة لوهيلين البهائية تدرس دورة في القيادة الفعالة في مؤتمر الشباب الذي استمر أربعة أيام. كما نُشر أن هولي واصلت العمل في لجنة عالم البهاء. حافظت هولي أيضًا على عمود في الأسبوعية باسادينا ستار بواسطة نيلي س. فرنش عندما كانت بعيدة في أوروبا خلال الصيف، بالإضافة إلى كونها من بين الخطباء العامين للدين في لوس أنجلوس خلال العام. في الخريف ذُكر تحديث أن هولي كانت سكرتيرة اللجنة وتعيش الآن في غلينديل، كاليفورنيا. نشرت هولي الجزء الأول من مقال في نجمة الغرب في أكتوبر يراجع السياق الاجتماعي المظلم الذي ظهر فيه الباب. كانت مجتمعات الشباب التي تعمل من أجل نشر الدين متحمسة لكنها واجهت صعوبة مع حد السن. أبرزت اللجنة مثال النجاح كمجموعة الشباب في مونتريال. تم تشجيع جهود لجنة الشباب مرة أخرى من قِبَل شوقي أفندي قائلاً جزئيًا "خلقت روح جديدة من الخدمة، والتفاني المشترك للقضية بين الشباب البهائيين الأذكياء...". خلال العام، أدرجت هولي أيضًا هولي بين الخطباء في بيت العبادة البهائي خلال العام.
أثناء عام 1934 مرضت والدة ماريون[بحاجة لمصدر] ولم تكن مرئية في الأنشطة البهائية رغم أنها عاشت 30 عامًا أخرى. وعملت هولي مع مي ماكسويل وتأثرت بها كثيراً - حيث رأت وحدة المساهمات الروحية والفكرية في الحياة - مما أدى إلى أن تتحدث هولي عن ماي ماكسويل باعتبارها والدتها الروحية. وكان من خلال ماكسويل أيضاً أن التقت هولي بزوجها المستقبلي وبدأوا في التواصل عبر المسافات الطويلة.
في صيف عام 1935 تم إدراج كتيب جديد لـ هولي كان متاحًا في أخبار البهائيين - السلام الأعظم - وترأست هولي اجتماعًا للبهائيين في معرض كاليفورنيا باسيفيك الدولي. في وقت لاحق من عام 1935 زاد الحجم الكلي للجنة الشباب وأيضا تم تنظيمها إقليميًا - مع هولي كسكرتيرة لمجموعة ساحل المحيط الهادي. كان هذا التنظيم الإقليمي بحيث يمكن للأعضاء دعم مجموعات الشباب المحلية بشكل مباشر ومعالجة مشاكلهم بالإضافة إلى تعزيز مؤتمرات الشباب الإقليمية وشُعر أن ذلك يتماشى بشكل أفضل مع توجيهات شوقي أفندي. لاحظ تقرير لجنة الشباب لعام 1935 أن هولي كان سكرتيرها العام وأن هناك 43 محلية في أمريكا يمكن الوصول إليها حيث يعيش الشباب، مع 30 مجموعة منظمة معهم، و49 محلية أخرى حول العالم. من بين المجموعات الإقليمية المذكورة في التقرير كانت هناك واحدة لشمال وجنوب كاليفورنيا التي نجحت أكثر في التعاون بين المجموعات واحتفال نوروز شارك فيه شباب من ستة عشر دولة، وكانت مجموعة شبابية تتشكل لمساعدة مدرسة جيسرفيل، وطُلب من المجالس رعاية مندوبين شبان من كل منطقة لبرنامج شباب المدرسة الخاصة بها. وقد بدأت النشرة الإخبارية شباب البهائيين في ديسمبر 1935 بالنشر بشكل ربع سنوي. وكان هناك أخبار عن فرق من الشباب لنشر الدين في لوس أنجلوس وسان فرانسيسكو وأن بعض أعضاء اللجنة قد انتقلوا الآن إلى الخارج. بشكل عام تم تحديد حوالي 200 شاب تتراوح أعمارهم بين 15 و21 عامًا رغم أن ستة فقط قد تم تسجيلهم فعليًا في المجالس لخدمة اللجان المحلية. شملت اللجنة الموسعة زوج هولي المستقبلي ديفيد هوفمان.
هُولي تلقى رسالة من شوقي أفندي في فبراير 1936 يشيد بالنشر الجديد Gleanings from the Writings of Baháʼu'lláh آملاً أن “يمكن (الشباب) من اكتساب وعي أعمق بوظائفهم ومسؤولياتهم، وأن ينهضوا ويكونوا قدوة…”
أفادت لجنة عالم البهائي في المجلد 6 في ربيع عام 1936 بأنها شعرت بالحاجة لمعالجة فكرة أن المجتمعات ليست بحاجة للاحتفاظ بالمواد في التحضير للمجلد 7 الذي بدأ بالفعل وأن المجتمعات ملزمة بحفظ سجلات الأنشطة التي يمكن تضمينها في التقارير، كما طلبت من المساهمين إضافة علامات الترجمة بأنفسهم حتى لا يضطر أعضاء اللجنة لذلك، وأن يتم تقديم نسختين من المادة المطبوعة للجنة، وأن يكون العمل على الحصول على المساهمات في الوقت المناسب لإنهاء المجلد في الوقت المحدد. نُشر المجلد 6 في عام 1937 وتضمن مقالًا لهولي، "السلام الأعظم؛ مرحلة جديدة من التفكير البشري". كما تضمن تفاصيل استبيان شباب البهائي: "أنشطة الشباب من خلال عالم البهائي؛ تقدير ومسح للأحداث الدولية 1934-1936"، كتبتها هي.

#### مسح الشباب
لاحظت أن الاستبيان كان بالضرورة غير مكتمل بسبب عوائق اللغة والمساحة. وأسمت المعيار الأول الذي يجب أن يلتزم به الشباب البهائي الأخلاق لتلبية العمل المطلوب وأنه قد تم إهماله أو التغاضي عنه سابقًا أو لا بد من التخلص من الشعور بالخجل ليكونوا مرئيين بشكل مميز. وأشارت إلى أن الصفات المطلوبة في الأخلاق تشمل التخلي عن المسكرات وتقديم الفضائل بشكل عام والعفة بشكل خاص والمحبة. ثم سمّت المعيار الثاني الذي يجب أن يسعى إليه الشباب - وهو عالمية الوحدة - وأن تحقيقه في الممارسة للجنة كان تحديًا وليس واضحًا عادة في حركات الشباب والمجموعات الأخرى لأنها لا تهدف إلى الوحدة. وأشارت إلى أن التفرقة العمرية مصدر للانقسام في البداية مما شغل اللجنة لتعريفها ثم لإلغائها بينما تستمر في اقتراح على المجتمعات أن يقدموا الشباب إلى الخدمة والمسؤولية. وكان من ملاحظتها أن على الشباب أن ينتجوا "خيالًا جديدًا، أصالة عميقة وناضجة" مندمجة في عمل مترابط واحد. وأشارت إلى أن الشباب قد اجتذبهم الدين البابي من قبل وأن موجات الشباب استمرت في كل مرحلة من مراحل القيادة في الدين ما أفرز "شعورًا بعظمة القضية، معلمين من خلال مثالهم التفاني والإجلال، ذلك الخدمة الصبورة.” ثم سلطت الضوء على أمثلة حاضرة لمجتمع الشباب في العمل. كان أولها شباب فلينت (ميشيغان) الذين شكلوا جمعية من كافة الشباب، (حتى أن القليل من الأكبر سنًا انسجموا بشكل طبيعي)، في سبتمبر 1935.ً كان مجتمعهم نشطًا مع النقاشات والترفيه وزوار من المحاضرين. باستثناء ذلك المجتمع الفريد، أوضحت طيف الشباب بين المجتمعات القائمة. وجد استبيان خريف 1935 28 مجموعة منظمة من الشباب في أمريكا ومجموع 61 محلية لشباب بهائي، تتراوح أعمارهم بين 16 إلى 25 سنة. وسلطت الضوء على مجموعة الشباب في لندن كمن يطرح برنامجًا ديناميكيًا من الأنشطة ويضم 25 بهائيًا هناك. ثم أشارت إلى نجاح فرق تقديم الدين بشكل محدد في لوس أنجلوس وسان فرانسيسكو ونيويورك، حيث لعب غير البهائيين دورًا محوريًا في جمع الأحداث تلتها مناقشة قصيرة ثم فتح المجال. مثل هذا العمل جلب الوحدة، حسبما زعمت. كان مؤتمرات ما بين المجتمعات ناجحة في رفع مستويات النشاط. اجتذب مؤتمر الشباب الوطني الذي عقد خلال المؤتمر الوطني لعام 1934 73 من الشباب ومناقشة دائرية حيوية. حاجة حددتها هو التقارب الجغرافي - حيث كانت هناك مراكز نشاط حول نيويورك وسان فرانسيسكو ولوس أنجلوس أيضًا لكن الكثافة والمساحة الأكبر كانت في الغرب الأوسط من أوربانا-بيوريا إلى ميلووكي-كينوشا الذي التقى في مدرسة لوهلين البهائية في 1935 واجتماعات إقليمية أخرى. بالفعل عبر أمريكا كان أكبر تجمع للشباب حتى عام 1936 في لوهلين. لفتت الانتباه إلى مجموعة من الشباب الإيرانيين في باريس نجحت كمجتمع في المؤتمرات، مجموعة في بغداد، سيدني، ماوي (مع مجموعة يابانية كبيرة كونها مجموعة متنوعة بشكل فريد)، بيروت وقزوين، إيران، بلغراد، وطوكيو.
مع تسارع العمل المتزايد، حدد التقرير أن الولايات المتحدة قُسمت إلى ثلاث مناطق للمساعدة الأفضل وفهم العمل المحلي الذي جاء كمتابعة للجمعية الوطنية التي قامت بذلك لتسريع أعمالها الخاصة بعد التركيز الطبيعي حول المدارس الصيفية الثلاث. أشارت إلى أول مؤتمر إقليمي للشباب في عام 1934 في لوهيلين (المعروفة باسم مدرسة الدولة المركزية الصيفية) والمجموعة التي تضم ما يقرب من 50 هناك انتخبت مجلس شباب - حدث استجاب له شوغي أفندي. حضر ستين في العام التالي وأرسل مجلس شبابهم رسالة إلى شوغي أفندي تلخص الروح والفصول الدراسية المقدمة والتي رد عليها في 3 أغسطس. رغم أن جايزرفيل وغرين أكري لم تحقق أي مؤتمرات شبابية مستقلة إلا أنهما كانا يتخذان خطوات لتقديم عروض متخصصة للشباب. لخص شباب جايزرفيل عام 1935 إلى: 15 شابًا، من 15 إلى 25 عامًا، بالإضافة إلى 17 من 10 إلى 14 عامًا، و13 من 7 إلى 9 سنوات. كانت مدرسة جايزرفيل تنظر في إنشاء نشرة إخبارية صغيرة للشباب بين الولايات الغربية. كان لدى غرين أكري ثلاث فصول للشباب عقدت في عطلة نهاية الأسبوع واحدة في عام 1934، لكن لم يكف عدد المشاركين للالتزام بحضور متابعة عام 1935 مشيرين إلى تكاليف وبعد المدرسة عن مراكز تجمع الشباب والموارد. أبلغت الحكومة الأمريكية في تعدادها الديني لعام 1936 عن وجود 2،584 من البهائيين البالغين. كما لوحظت المدارس الصيفية في ألمانيا منذ عام 1932 رغم أن الشباب الآن لا يمكنهم المشاركة إلا في الاجتماعات العامة بسبب الحظر القانوني على الشباب المشاركة في أي أنشطة شبابية منسقة أخرى غير فرق الشباب النازية.
تمت الإشارة إلى الاتصالات في التقرير التالي. كانت أستراليا تمتلك بالفعل قسمًا شبابيًا جاريًا في جريدتها الوطنية البهائية. نشرت أخبار البهائي الأمريكية العديد من المقالات والأخبار من اللجنة، وأرسلت اللجنة نفسها نشرة إخبارية من حين لآخر على أمل أن تنمو لتصبح نشرة إخبارية فصلية دولية للشباب البهائي. كما تم تشجيع الشباب على حضور العيادي التسعة عشر منذ عام 1934. وقد استعرضت مقالة منفصلة الشباب في إيران. نجح "هولي" في تشجيع اجتماع شبابي في اليابان. في أمريكا، تقدم هولي بممارسة خطابات جماعية منسقة للأفراد المعزولين واجتماعات بين المجتمع للآخرين.

#### إضافة الجهود الإقليمية
في مايو 1936 نشر هولي أيضًا "مصادر الحياة المجتمعية" في مجلة النظام العالمي البهائية. كما شهد ذلك الشهر بداية تنفيذ ألواح الخطة الإلهية لأهداف عبد البهاء لنشر الدين عبر أمريكا وأمريكا اللاتينية. في الصيف ذُكر هولي كعضو في مجلدي العالم البهائي السابع ولجان الاتصال وليس في لجنة الشباب، وشارك في جلسة في مدرسة جيزرفيل. كانت مهمة لجنة الاتصالات هي جذب الأفراد المتقبلين للمراسلة حول الدين. في ديسمبر 1936 نُشرت مقالة هولي عن جزء السياسة في شموع وحدة عبد البهاء السبع في النظام العالمي. وتم ذكر عمل هولي مع مجتمع سان برناردينو بعد بعض العروض العامة التي أثمرت عن الرغبة في إعداد فصل دراسي بهائي. قبل ربيع 1937 كانت جهود هولي في سان برناردينو قد تشاركت مع آخرين للتواصل مع يوكايا وبيغ بير، كاليفورنيا. بحلول ربيع 1937 كانت هناك لجنة إقليمية جديدة لكاليفورنيا، أريزونا ونيفادا وكان هولي عضوًا فيها. وذكر تقريرهم امتداد العمل لترويج الدين الذي بدأ في لوس أنجلوس ووصل إلى مدن ريفرسايد، كوفينا، لا جولا، سان دييغو، لونغ بيتش، سان برناردينو، باين نوت، تشولا فيستا، سانتا باولا، سانتا باربرا، غليندال، باسادينا، وفان نويس مع بعض المدن التي تقيم فصولاً دراسية منتظمة وندوات أو زيارة البهائيين المعزولين الذين يمكنهم استضافة تجمع اجتماعي.
في مارس هوللي ألقت محاضرة في سان دييغو حول الدين. قبل صيف 1937 تم توزيع صورة لهوللي بين الشباب كمحاولة لتعزيز إرسال الشباب لصورهم الخاصة ومجموعاتهم ومعلومات الاتصال. هوللي درّست في فصول في غيسرڤيل ثم في جلسة الشباب الصيفية في لوهيلاين حيث قادت هوللي جلسات شبابية غير رسمية في المساء لنصف ساعة تليها برامج تم التخطيط لها من قبل الشباب تحت إشراف غاريتا بوسي بالإضافة لكونها جزء من الهيئة التدريسية للجلسة العامة الأولى في صف “علم محبة الله”. كان الحضور قادمين من بوفالو، نيويورك. خلال خدمتها في 1937 اقترحت هوللي ممارسة عملية، جلسة "مختبر"، للطلاب والتي أصبحت ممارسة قياسية. ثم تقدمت هوللي إلى موسم غرين إيكر مساعدًة في خدمات العبادة يوم الأحد ومناقشات مساء الجمعة. زارت هوللي أيضًا مجتمعات فيلادلفيا، وويست هيمبستيد، ونيوايفن للأحداث البهائية. في أغسطس تحدثت إلى فصل دراسة حول الدين في سان لويس أوبيسبو، كاليفورنيا.
في الالتزام 1937-8 باللجان الوطنية، كان هولي جزءًا من المجلد 7 من عالم البهائي و لجان الاتصالات مرة أخرى، وليس الشباب أو اللجنة الإقليمية لكاليفورنيا/أريزونا/نيفادا. في الصيف كان هولي في لوهيليين مرة أخرى و ساعد أيضًا مجتمع مونتريال في الاحتفال بالذكرى الخامسة والعشرين لزيارة عبد البهاء مع عدة مشاركات في التحدث و خطاب راديو قصير. مراجعة للتقدم في تأسيس الديانة قبل نهاية العام تذكر انتقال هولي إلى هنتنغتون، دبليو في. في فبراير كان هولي جزءًا من ندوة حول يوم الشباب العالمي في مركز البهائي في مبنى الفنون الجميلة في لوس أنجلوس. هولي أيضًا ساهم في حديث إذاعي بعنوان "ما هو المستقبل للشباب" ووصفته دوروثي بايكر بأنه "وجهة نظر قوية حول الشؤون العالمية." كانت أيضًا من بين المتحدثين في مشرق الأذكار مرة أخرى في 1937.

#### سان فرانسيسكو
1939 كانت نقطة منخفضة أخرى في وضوح نشاطها ولكن كانت هناك بعض الأخبار - في مارس تحدثت هولي إلى اجتماع في سان فرانسيسكو من أجل نوروز بهائي، كانت في جيزرفيل في يوليو، وعادت إلى سان فرانسيسكو حيث ألقت حديثًا آخر في سبتمبر.
في فبراير 1940، ألقت هولي محاضرة في اجتماع بهائي عُقد في شارع سوتر، على مقربة من مركزهم الجديد الذي افتتح في يوليو. جلسة حول كيفية انتشار الدين في أمريكا اللاتينية عُقدت في كولورادو سبرينغس في يونيو، وكانت هولي جزءًا من ندوة حول موضوع الوحي التدريجي. ثم شاركت في خدمة تذكارية لماي ماكسويل وكتبت مقال "في ذاكرى" لها في المجلد الثامن من عالم البهائي. تم ترتيب زواج بيل ومارغريت سيرز في سان فرانسيسكو بواسطة هولي خلال زيارتهما هناك من أجل بث إذاعي قام به بيل في سبتمبر 1940.
في أبريل 1941، كان هوللي واحدًا من المراقبين الرسميين الاثنين الذين يمثلون الجمعية الوطنية في الاجتماعات الدولية للسلام المرتبطة بعصبة الأمم. كان هوللي هيئة تدريس في مدرسة جايسرفيل في شهر يوليو وقدم محادثات عن "أساسيات العقيدة البهائية"، والخطابة العامة، والمناقشات المفتوحة، ومقارنة بين الكتاب المقدس، والقرآن، والكتابات البهائية للشباب. بعد ذلك تحدث هوللي في مركز البهائيين في سان فرانسيسكو، وفي اجتماع في بيركلي. كان هوللي أيضًا من بين المتحدثين في سلسلة من المحاضرات في جميع أنحاء البلاد في خريف عام 1941.
في الأعوام 1942-1944، بدأت هولي سلسلة من المحاضرات بشكل شبه شهري في سان فرانسيسكو وعملت كمحللة ميزانية لمدينة سان فرانسيسكو. في مارس 1942 تحدثت هولي مرتين، بعد سلسلة أجرتها في رينو، نيفادا. في أبريل كانت هولي من بين المندوبين إلى المؤتمر الوطني لمنطقة سان فرانسيسكو. في مايو عادت لتلقي محاضرات في سان فرانسيسكو. كان البرنامج التمهيدي لجيسرفيل لعام 1942 يتضمن هولي في فصل لتغطية فترة البابيين والبهائيين ووجهات نظر البهائيين حول النبوات. في عام 1942-1943 تم تعيين هولي في اللجنة الوطنية التعليمية. في أكتوبر قدمت محاضرة في سان فرانسيسكو، وفي نوفمبر عينت هولي كمستشارة للجنة الشباب الوطنية التي كانت قد ساعدت في تشكيلها أصلاً وقدمت محاضرة في مكتبة محلية في سان فرانسيسكو. في سبتمبر 1943 قدمت هولي محاضرة ومرة أخرى في أكتوبر، مرتين في ديسمبر، وظهرت أيضًا على إذاعة KYA. استمرت هولي في تقديم محاضراتها مرتين في الشهر حتى يناير 1944 وعادت لإلقاء محاضرة في أبريل وكمشاركة في لجة ندوة في مايو قبل انضمامها إلى برنامج مؤتمر المئوية لتلقي محاضرة بعنوان "نمو جماعة البهائيين الأمريكيين حتى 1944" والتي نشرت لاحقًا كمقال في النظام العالمي في سبتمبر وتم تضمينها أيضًا في المجلد 10 من العالم البهائي. في يونيو عادت إلى سان فرانسيسكو لتلقي محاضرة، وقدمت محاضرة مشتركة في سبتمبر، وعادت أيضًا إلى الراديو. وتبعت محاضرة أخرى في أكتوبر تلتها في ديسمبر مع مقالة مشتركة بعنوان "النداء للوحدة" نشرت في النظام العالمي. قدمت هولي مشاركة مشتركة في مهرجان نوروز 1945 لمجتمع سان فرانسيسكو وكانت على إذاعة KYA بعد بضعة أيام. وتبعت محاضرة أخرى في منتصف مايو وظهرت في حدث عيد ميلاد قائلة إنها كانت منتمية إلى صندوق المجتمع لسان فرانسيسكو. في يوليو كانت في جيسرفيل وتأثرت إيزوبيل صابري بمحاضرتها في إحدى الفصول. في أكتوبر 1945 نشرت مراجعة كتاب النظام العالمي لبهاء الله وفي يوم من الأيام تلقت برقية تطالبها بالزواج من ديفيد هوفمان. سرعان ما أُعلن أنها ستغادر إلى إنجلترا لتتزوج ديفيد هوفمان. في أغسطس 1946 نسب آرثر داهل عمل ماريون هولي على أنه مفتاح لمقاله عن اجتماع الأمم المتحدة في 1945 في سان فرانسيسكو وأراد أن يمنحها ائتمانًا مشتركًا في الكتابة رغم أنها لم ترَ قط مقالته بنفسها.

## المملكة المتحدة
بعد انتقالها إلى بريطانيا، أصبحت السجلات أقل توفرا.
في أكتوبر 1945، جاءت ماريون إلى المملكة المتحدة لتتزوج من ديفيد هوفمان وكان يُنظر إليها على أنها ذات فائدة لنمو الدين هناك. في ديسمبر، أوصى خطاب نيابةً عن شوقي أفندي بأن يطلب المحفل الوطني من هوفمان أن تخدم في لجنة التعليم الوطنية بسبب تجربتها الأخيرة. سرعان ما خدمت في المحفل الروحي الوطني لجزر البهاما البريطانية 1945/6-1962، ولجنة التعليم الوطنية 1945/6-1950.
في أكتوبر 1946، تم نشر مقال هوفمان (ني هولي) "طريق الإيفاء" في نظام العالم. في سبتمبر، لاحظ أن هوفمانز كانوا روادًا وعموماً لوحظ أن هوفمانز كانوا نشطاء في المجتمع البهائي المتنامي في المملكة المتحدة. في وقت لاحق من 1946 أو 47، قدمت هوفمان دورة عن الإدارة البهائية أُشير إليها من قبل رائد إلى هولندا وحضرت مؤتمرًا للبهائيين في مانشستر في يناير 1947 خلال شتاء 1946-47 القاسي في المملكة المتحدة مع كتيب من روحية خانم.[بحاجة لمصدر] في أكتوبر، لوحظ أن هوفمان كانت أمينة لجنة التعليم الوطنية.
هَوفمان حضر اجتماعًا عقده البهائيون قبل رضوان 1948 في كارديف وفي أغسطس لوحظ مرة أخرى في منطقة بيركلي، كاليفورنيا، حيث ألقى حديثًا. في نوفمبر 1949 تم انتخاب محفل روحاني في أوكسفورد، المملكة المتحدة مع ديفيد هَوفمان كرئيس وماريون نائب الرئيس.
في مدرسة صيف 1951 التي عقدت في هولندا، لُوحظ أن هوفمان كان يترأس اجتماع النقاش لجميع الحاضرين بعد قراءة الرسالة الأخيرة من شوقي أفندي - وكانوا قادرين على مشاركة الأخبار التي سمعها هوفمان عن الأحداث في أفريقيا. تمت زيارة عائلة هوفمان من قِبل أصدقاء من جيسرفيل في عام 1952.
يوليو 1953 ترأس هوفمان المشتركون  المؤتمر الدولي الذي استضاف في السويد. حضر 377 من البهائيين من 30 دولة. لاحظ هوفمان أنه في ظل توقع خطط محددة لشراء مواقع لمعابد البهائيين، تم التبرع بالمال بالفعل، وقد تعهدت نسبة كبيرة من الحاضرين بالريادة في المؤتمر، وأن الأجواء الناجحة رفعت الروح المعنوية لجميع البهائيين. كتب هوفمان “مملكة الله على الأرض؛ الفكرة والواقع” مشمولة في العالم البهائي المجلد 12. في يونيو 1954 تم تعيين هوفمان ليكون عضوًا في مجلس المساعدين لمساعدة يد الأمر جورج تاونسند. في أواخر 1954 عاد هوفمان إلى كارديف وفي فبراير 1955 انتقل الزوجان إلى كارديف للحفاظ على الجمعية. في ربيع 1955 “شجع وساعد” هوفمان رائدًا إلى مالطا. ذكرت روشن أفتابي نوكس تذكير هوفمان لها بأنها كانت أصغر فارس لجلال البهاء.
في عام 1956، كتبت هوفمان تقريرًا عن رحلتها إلى الجزر الشمالية للمملكة المتحدة كعضو في الجمعية الوطنية للمملكة المتحدة. علقت على شعب ليرويك، أول اجتماع عام في شتلاند، والأسئلة الجادة التي طُرحت هناك وجزر أوركني وتعرفت من حين لآخر على متحدث أصلي وكذلك زوار من جزر أبعد.
هوفمان تحدث في المؤتمر الوطني عام 1958 عن الريادة  ثم مرة أخرى في مؤتمر دولي في ألمانيا.
تم عقد المدرسة الصيفية البهائية للبنلوكس في يوليو 1960 في هولندا وقدم هوفمان عرضًا تقديميًا عن ألواح الخطة الإلهية. تم تسجيل حديث هوفمان ومشاركته لاحقًا.
بعد النمو المفاجئ لمجتمع كارديف في 1959-1960، أعلن هوفمان أنهم سينتقلون في سبتمبر إلى لندن لفترة وجيزة قبل الانتقال إلى واتفورد. في عام 1961 نظمت الجمعية الروحية في بونتيبريد وعقدت مدرستها الأسبوعية الأولى وكان هوفمان من بين المتحدثين المدعوين. أبلغ هوفمان أن ما يقرب من خمسين شخصاً حضروا. كان من المقرر أن يأتي هوفمان إلى كارديف في أغسطس 1962.
منذ انتخاب ديفيد هوفمان إلى بيت العدل الأعظم في 1963 كانت ماريون مسؤولة عن دار نشر جورج رونالد بنفسها والتي أدارتها لمدة حوالي 12 عامًا من إسرائيل وتقاعدت من المجلس المساعد والخدمة في الجمعية الوطنية. وفي هذه الأثناء، تم عقد مدرسة نهاية الأسبوع للبهائيين في عام 1964 في بورثكاو حيث كان هوفمان مقدمًا.
توفيت والدة هوفمان غريس في أغسطس 1964 ووالده في عام 1965.
في عام 1966، علمت روزي إي. بول من هوفمان أن قصيدة روبرت هايدن "أغنية تذكارية" لم تدخل في مسابقة وسعت لدخولها. بدأ هوفمان العمل في فريق الأبحاث في المركز العالمي. وكان هوفمان أول متحدث في حدث عام في عام 1966 في كندال، إنجلترا.
حول عام 1975، انتقلت إدارة ناشري جورج رونالد إلى ابنهما مارك وذهب ديفيد وماريون في رحلات حول العالم. حضر هوفمان انتخابات الجمعية الوطنية لقبرص في عام 1977.
في عام 1986، تم نشر المقالة البيوغرافية لهوفمان عن يد الأمر حسن بلوِزي في بهاي وورلد المجلد 18.
لقد تم إعادة انتخابه بانتظام منذ عام 1963، وفي عام 1988 تقاعد ديفيد هوفمان من بيت العدل العالمي وتقاعد الزوجان في أكسفورد، المملكة المتحدة، وأصبح هوفمان نشطًا مرة أخرى في النرويج والسويد وهولندا وتشيكوسلوفاكيا وأيرلندا.
توفيت في 5 ديسمبر 1995. توفي ديفيد هوفمان في مايو 2003. كان للهوفمان طفلان.

## وصلات خارجية
- ماريون هولي على موقع أوليمبيديا (الإنجليزية)